# Rhizotrogus balloyi
Rhizotrogus balloyi är en skalbaggsart som beskrevs av Franz Antoine 1953. Rhizotrogus balloyi ingår i släktet Rhizotrogus och familjen Melolonthidae. Inga underarter finns listade i Catalogue of Life.